# Rien Goené
Marinus Adrianus George (Rien) Goené (Utrecht, 20 juli 1929 – Utrecht, 13 juni 2013) was een Nederlands beeldhouwer en schilder.

## Leven en werk
Goené werd vanaf 1947 opgeleid aan de Utrechtse kunstacademie Artibus. Hij leerde schilderen van Mar Diemèl, boetseren van Piet Jongbloed en monumentale kunst van Abram Stokhof de Jong. Geïnspireerd door de in 1948 opgerichte Cobra-beweging werkte Goené experimenteel en expressief. Zijn beelden, meestal abstract vormgegeven, maakte hij van schroot en brons. Als schilder werkte hij kleurrijk in olieverf, zowel abstract als figuratief (landschappen en vrouwen), hij werd hierin geïnspireerd door onder anderen Henri Matisse en Picasso.
In de jaren zestig werd Goené docent aan Artibus. Na een conflict met het bestuur over zijn vrije manier van lesgeven, moest hij de academie weer verlaten. In 1956 werd Goené lid van Kunstenaarsvereniging Sint Lucas en in de jaren 60 van Stuwing. Stuwing bestond uit een groep moderne beeldhouwers en kunstschilders die vrij wilden werken en wilden experimenteren met vormen en materialen. De ideeën van deze groep waren ook die van Goené. In 1958 werd hij lid van het Genootschap Kunstliefde, in 2006 werd hij benoemd tot erelid. Zijn dochter Yvette (1959) werkt als beeldend kunstenaar met email. Vader en dochter exposeerden samen in 1994 in Friesland.
Goené exposeerde regelmatig in binnen- en buitenland, onder andere in het Stedelijk Museum Amsterdam en in diverse andere galeries en musea in de Benelux, Duitsland, Denemarken, Zwitserland en Zweden en was permanent vertegenwoordigd door Guildhall Gallery in Chicago.
Goené overleed in 2013, op 83-jarige leeftijd.

## Werken (selectie)
- 1958 Zonder titel, 2e Daalsedijk, Noordwest (Utrecht)
- 1969 Spelende kinderen, bronzen wandsculptuur, Boekhorst 2, Ede
- 1970 De Zwemmers, brons, zwembad De Peppel, Ede
- 1971 Wandsculptuur, Stadsplateau Stadskantoor, Utrecht
- 1972 De zaaier, brons, Ede
- 1974 Spelende Kinderen, haasje-over, brons, Commandeursweg 87 Bennekom
- 1977 Fontein, 2e Daalsedijk, Electrorail, Utrecht
- 1977 Teamgeest, De Bloemen 71, Castricum
- 1978 Uil, brons, Jagersdreef / St. Hubertuslaan, Driebergen-Rijsenburg
- 1979 Actie, Nieuwegein
- 1979 Ruimtelijke vorm, Graaf Dirklaan 2, Nieuwegein
- 1982 Aktie, Hooglanderveen, Amersfoort
- 1984 Samen sterk, Winklerlaan, verzorgingsflat Tuindorp Oost, Utrecht
- 1992 IJzerplastiek (100 jaar Koninklijke Gazelle), Dieren
- 1995 Vogels, Arthur van Schendelstraat, Utrecht
- 1996 De Wjukken (vleugels), Idskenhuizen
- 2002 Boer van Ederveen, brons, Ederveen

## Fotogalerij

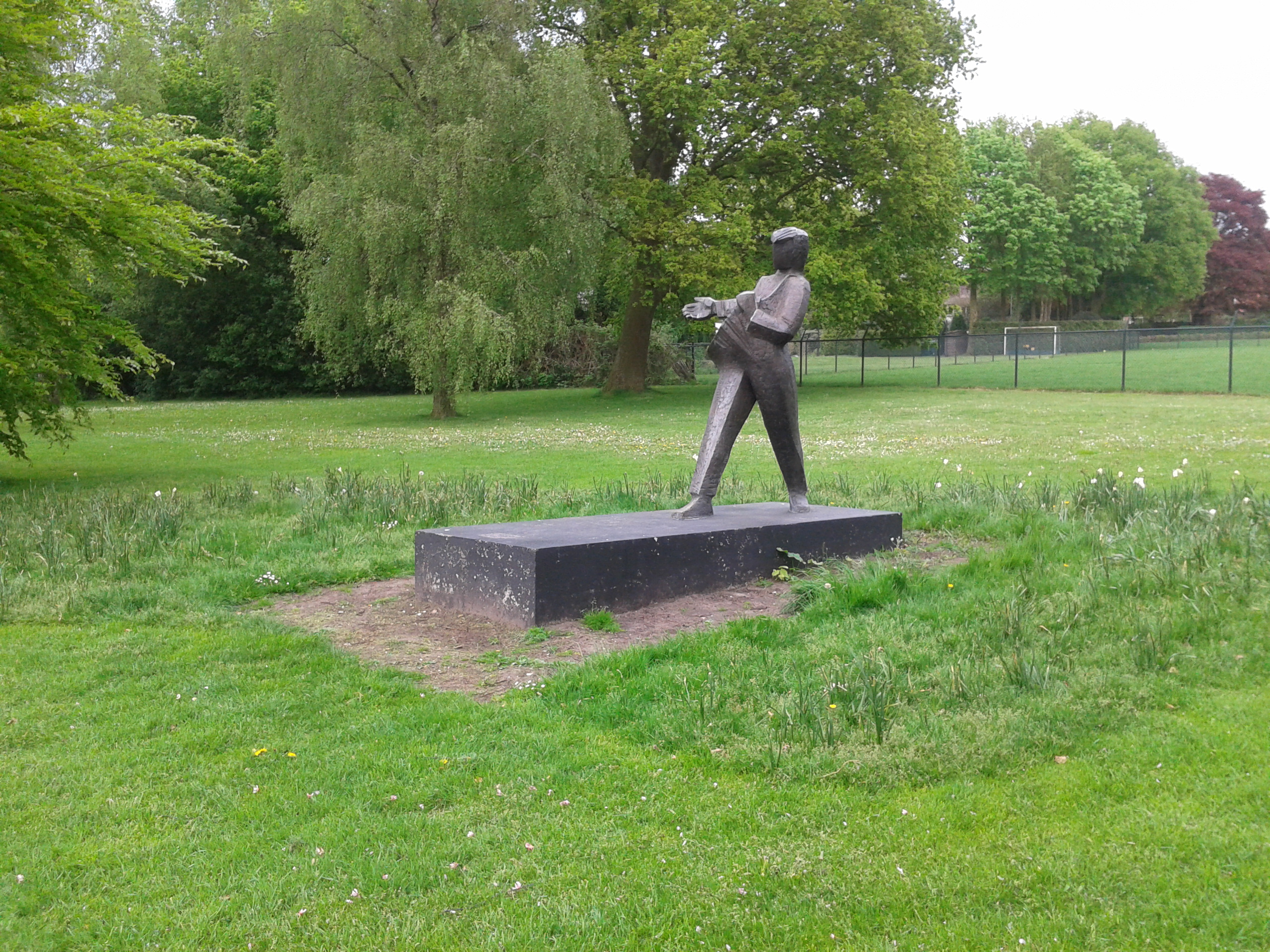
De zaaier (1972), Ede
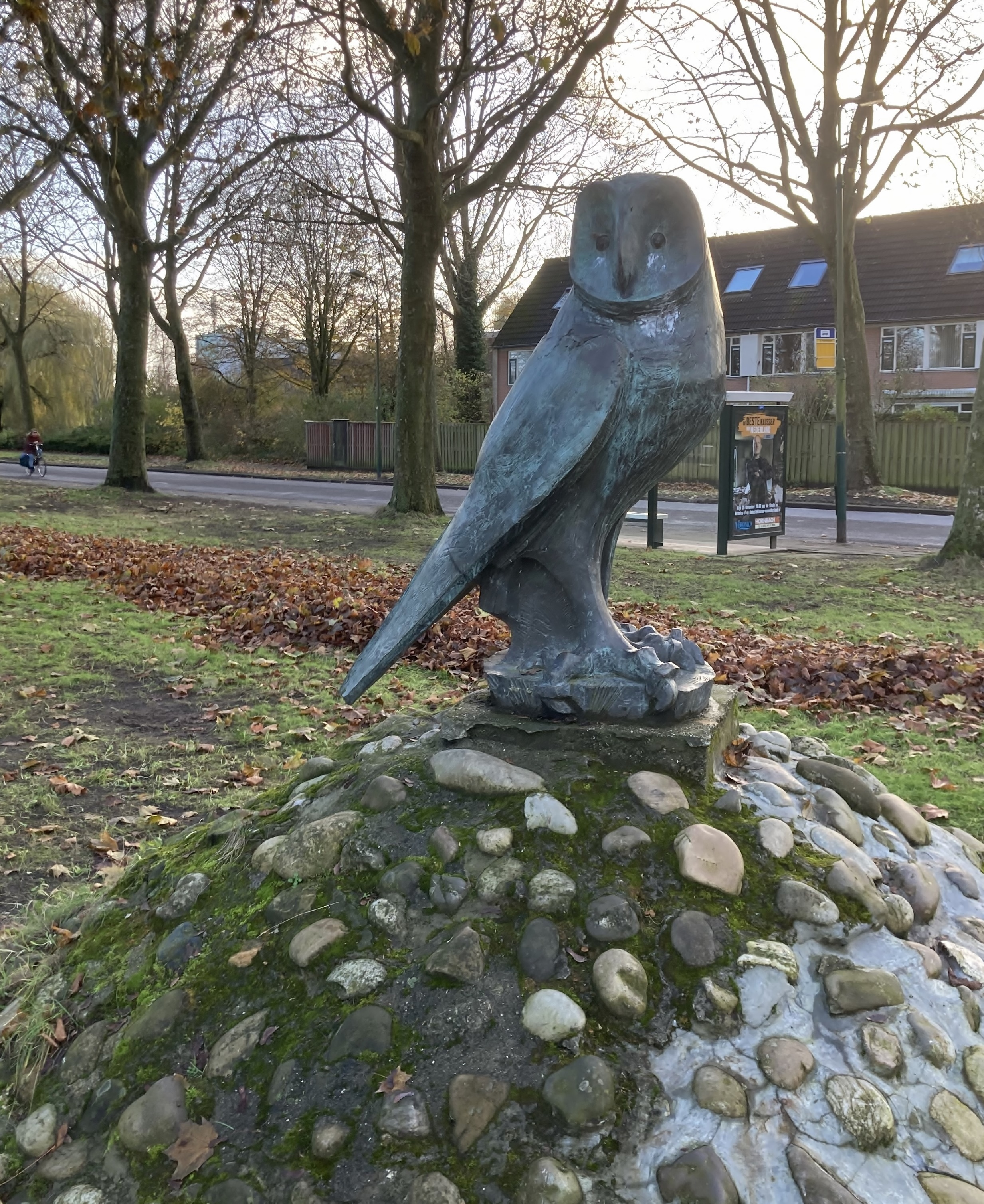
Uil (1978), Driebergen
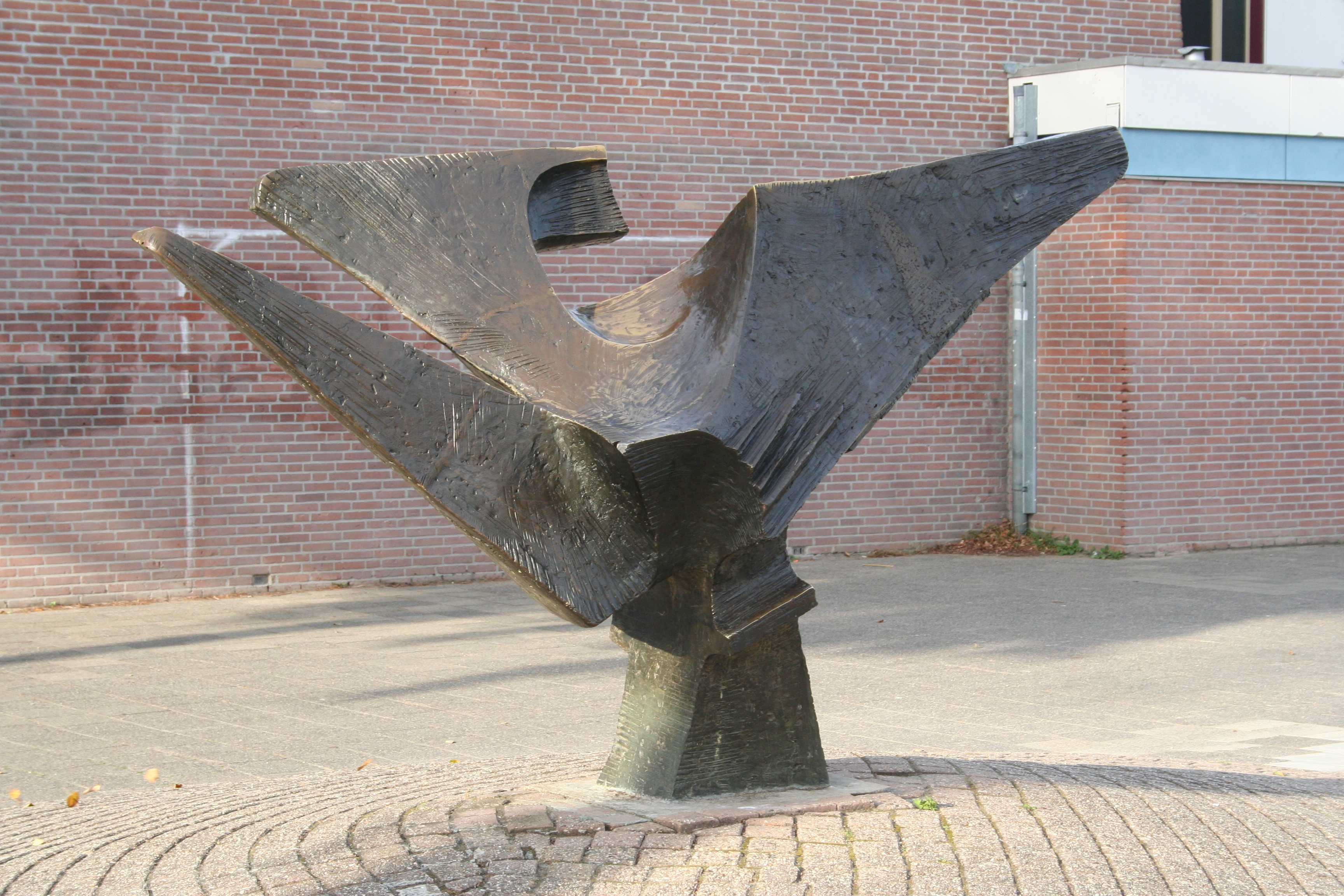
Actie (1979), Nieuwegein
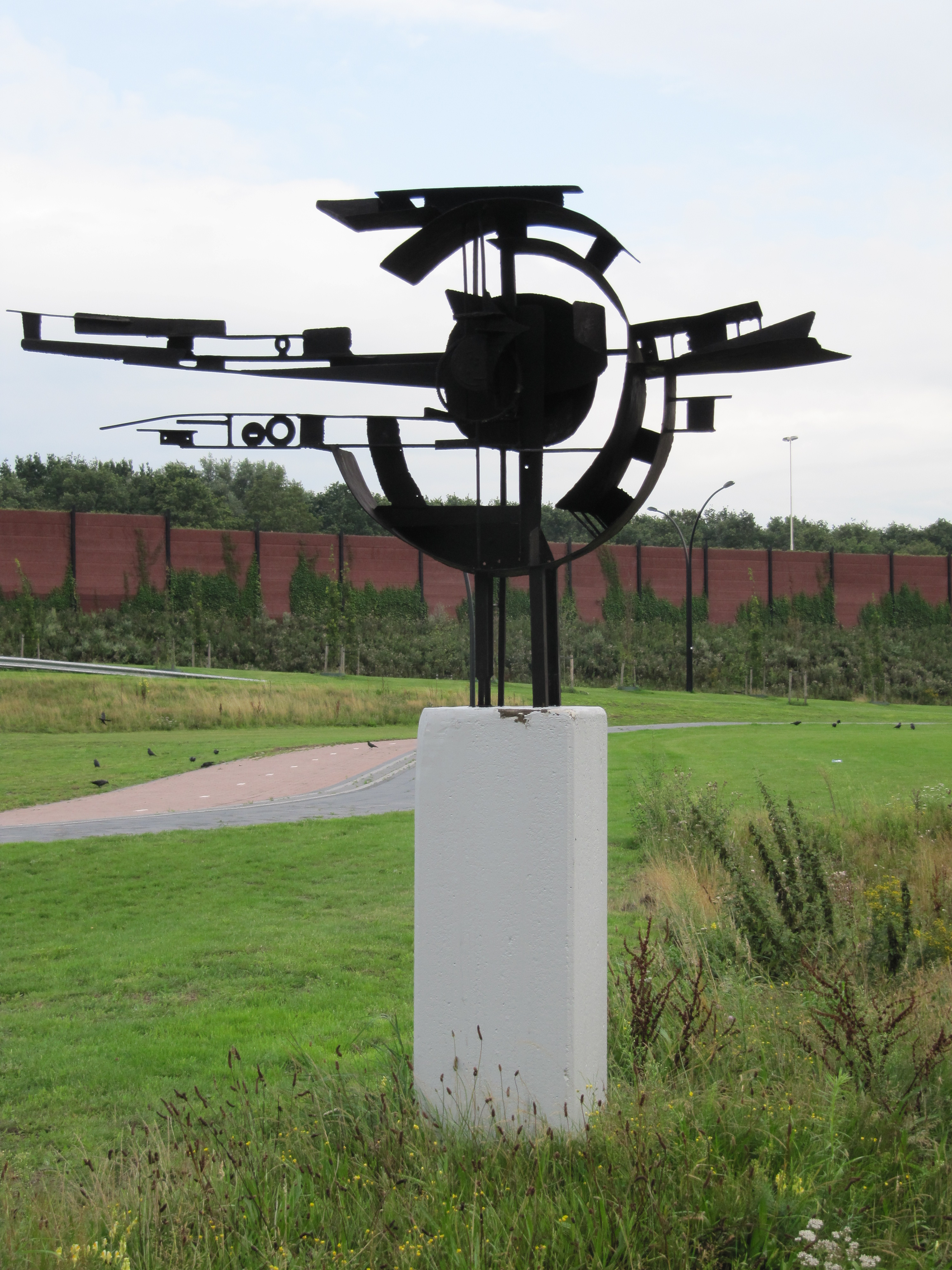
Aktie (1982), Hooglanderveen
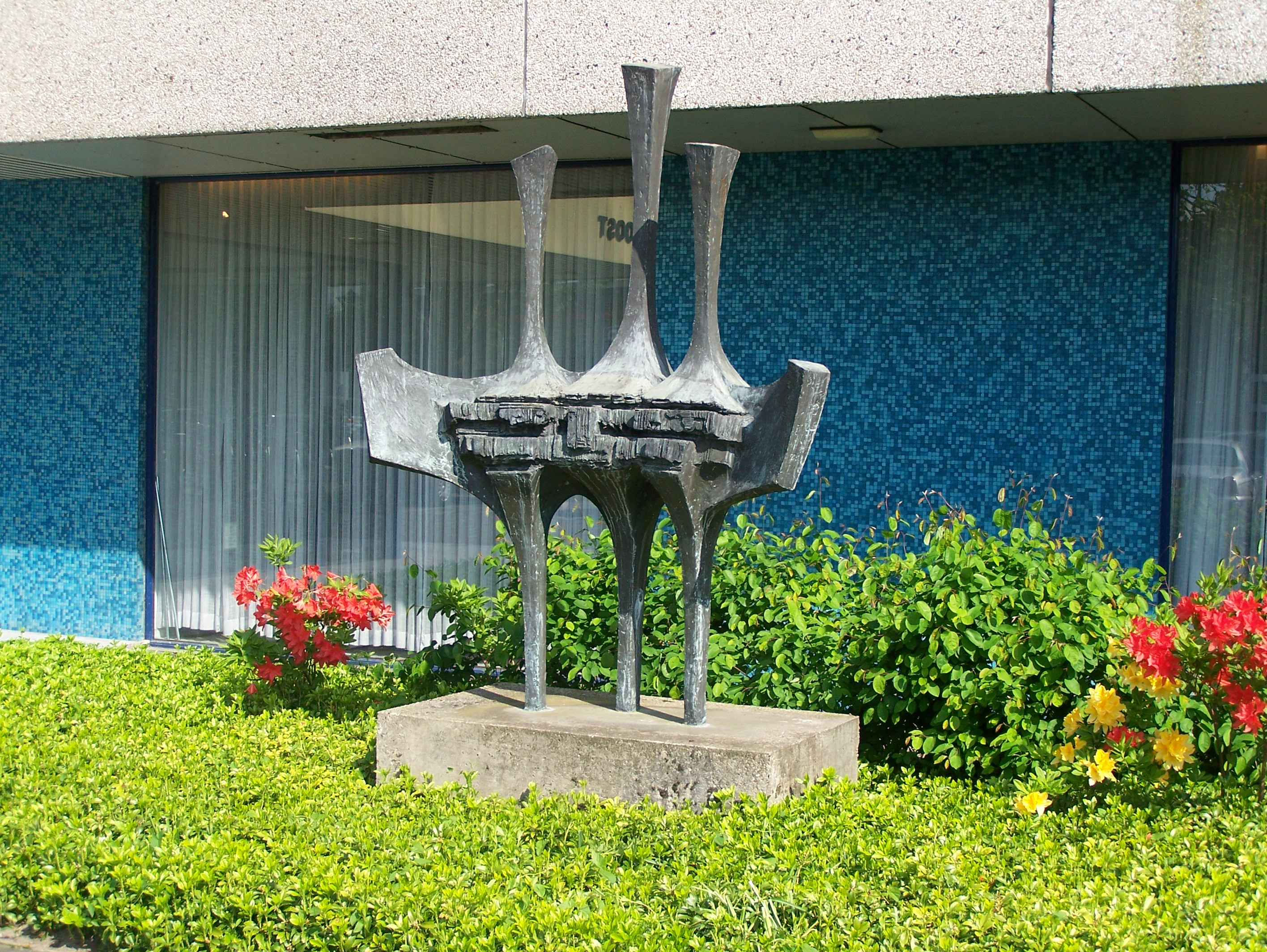
Samen sterk (1984), Utrecht
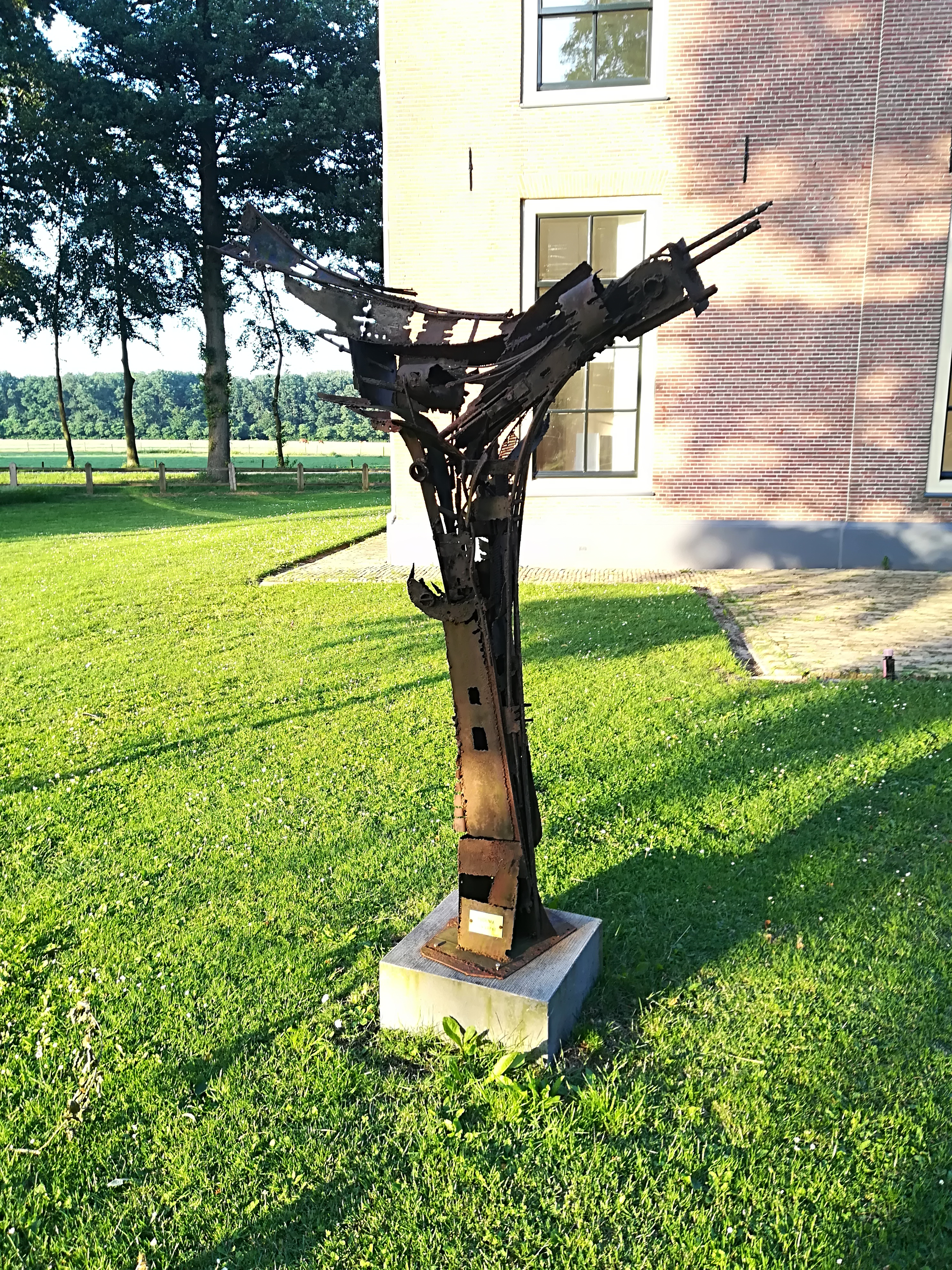
Phoenix (Ede)